# Закриж
Закриж (словен. Zakriž) — поселення на північний захід від Церкно, Регіон Горішка, Словенія. Висота над рівнем моря: 587.7 м. 